# Tradescantia pinetorum
Tradescantia pinetorum là một loài thực vật có hoa trong họ Commelinaceae. Loài này được Greene miêu tả khoa học đầu tiên năm 1893.